# 蓝胸蜂鸟
蓝胸蜂鸟（学名：}}，是雨燕目蜂鸟科蓝胸蜂鸟属的一种鸟类。

## 特征
蓝胸蜂鸟体重约4.3克，翼长约52.3毫米，嘴峰长约21.3毫米，喙宽度约2毫米，喙厚度约1.9毫米，跗蹠长约4.3毫米，尾长约29.2毫米。蓝胸蜂鸟在其分布区内为留鸟，其栖息在半开放的高大树木组成的森林中，食性为草食性，主要食物来源是植物的花蜜。

## 分布
尼加拉瓜东北部至哥伦比亚和厄瓜多尔的安第斯山脉以西的地区。